# المصارعة في الألعاب الأولمبية الصيفية 2024 – اليونانية-الرومانية 87 كج للرجال
أقيمت فعاليات المصارعة اليونانية الرومانية بوزن 87 كج للرجال في دورة الألعاب الأولمبية الصيفية 2024 في باريس، فرنسا. في الفترة من 7 إلى 8 أغسطس 2024 في الصالة المؤقتة للقصر الكبير في شون دو مارس.

## معلومات أساسية
حاز على الميدالية الذهبية المصارع سيمين نوفيكوف، بعد فوزه على علي رضا محمدي في المباراة النهائية. وحصل حامل اللقب السابق تشان بيلينيوك والمصارع توربال بيسلطانوف على الميداليات البرونزية.